# نيل ويلكنسون
نيل ويلكنسون (بالإنجليزية: Neil Wilkinson)‏ (و. 1967  م) هو لاعب هوكي الجليد كندي، ولد في سيلكيرك، مركز لعبه هو مدافع ‏.

## روابط خارجية
- نيل ويلكنسون على موقع دوري الهوكي الوطني (الإنجليزية)
- نيل ويلكنسون على موقع قاعة مشاهير الهوكي (لاعب أن.إتش.أل) (الإنجليزية)
- نيل ويلكنسون على موقع EliteProspects.com (الإنجليزية)
- نيل ويلكنسون على موقع HockeyDB.com (الإنجليزية)
- نيل ويلكنسون على موقع Hockey-Reference.com (الإنجليزية)